# پانیتسا
پانیتسا (به لاتین: Panitsa) یک منطقهٔ مسکونی در روسیه است که در استان آرخانگلسک واقع شده‌است.